# Alba Roversi
Alba Roversi (Caracas, 14 de agosto de 1961) es una actriz venezolana. Es famosa internacionalmente por las telenovelas que protagonizó en los años ochenta y noventa.

## Biografìa

### Trayectoria artística
Antes de cumplir los veinte años, Venevisión le da oportunidad de participar en la telenovela de 1981 María Fernanda, donde encarnó a Alejandra, la hija de Flor Núñez. Tuvo su segunda participación en la telenovela Lo que el amor no perdona. Luego vino su rol más importante, el que le dio la fama fue el de Ligia Elena. Desde entonces Alba Roversi siguió protagonizando telenovelas: Virginia, El retrato de una canalla, Las amazonas, Los Donatti, Esa muchacha de ojos café, Inmensamente tuya, Fabiola, María María, La traidora y Piel fueron las principales telenovelas de Alba Roversi en el canal de Venevisión.
También ha incursionado en el mundo del cine en La gata borracha (1983), donde representaba a una cabaretera que acaba con la vida de un hombre
Se cambia de canal para RCTV y en 1997 tuvo su primer papel como antagonista en la telenovela María de los Ángeles, protagonizada por Lilibeth Morillo y Marcelo Cezán. Desde entonces salió en las telenovelas: Niña mimada, Mujer secreta, Carita pintada y Angélica Pecado. En el año 2001, en el canal RCTV, protagonizó la telenovela A calzón quita'o junto con el actor Carlos Cruz. En 2002 tiene un coprotagonista en la telenovela Las González, de Venevisión. Su primera participación internacional fue Ángel rebelde (2004), donde daba vida a la mamá de la protagonista. Allí Alba era Elena, una millonaria que, involuntariamente, lleva a la ruina al hombre que ama.
Durante los años 2006 a 2011, siguió trabajando para Venevisión, en telenovelas como Ciudad Bendita. Formó parte del trío protagónico de Arroz con leche, donde interpreta a Teresa, una psicóloga y sexóloga a la que los celos le jugarán una mala pasada. Tuvo una participación especial en Amor urbano. En Los misterios del amor (2009) interpretó a una transexual. Su personaje, Deborah Salazar, era el padre de la protagonista de la historia. Minerva León fue su último personaje en su país, Venezuela, con la telenovela La mujer perfecta, protagonizada por Mónica Spear y Ricardo Álamo.
Firma contrato con Telemundo. Su primera participación en Telemundo fue la telenovela Corazón valiente (2012), donde interpretó a Nora, una expresidiaria que es madre de la villana principal y de dos de los coprotagónicos (Fernanda y Willy del Castillo). Participó en la novela de Telemundo Marido en alquiler (2013) como la tía Iris, interpretando a la tía de la antagonista de la novela. Su más reciente actuación en televisión fue en la telenovela de Telemundo Tierra de mi sangre.
Alba Roversi no solamente tiene una larga trayectoria en las telenovelas, sino que también la hemos visto en series, películas y numerosas obras de teatro.
Sus obras más recientes han sido Esperanza inútil, Relatos borrachos —en la que compartió el escenario con Daniel Sarcos y Elba Escobar—, Todo es una m...da junto con el actor venezolano Franklin Virgüez, ¿Muerta yo? y, en último lugar, Felices los ¿cuántos? en Miami, Florida.
En 2016 estrenó la película Locos y peligrosos.

## Vida privada
Pasó toda su infancia en Barcelona, Venezuela, viviendo tranquilamente junto con sus padres y sus hermanos, dos varones y dos mujeres, siendo ella la menor. Se graduó de bachiller en el colegio La Consolación y luego emprendió el viaje a la capital para estudiar Relaciones Industriales en la Universidad Católica Andrés Bello, carrera que cambió después por Comunicación Social. Allí conoció lo que era el teatro, algo que comenzó como una afición, pero poco a poco se convirtió en lo que sería su gran pasión. Fueron sus padres quienes la apoyaron para que hiciera realidad su sueño de ser actriz.
Tiene un hijo llamado Enrique Pereira-Álvarez.
Actualmente se encuentra casada y viviendo en Las Vegas.

## Filmografía

### Dramáticos
| Año       | Dramático                 | Rol                                    |  |
| --------- | ------------------------- | -------------------------------------- |  |
| 1981      | María Fernanda            | Alejandra                              |  |
| 1982      | Lo que el amor no perdona | Maoli                                  |  |
| 1982      | Ligia Elena               | Elena Irazábal, Ligia Elena            |  |
| 1983      | Nacho                     | Elena Irazábal, Ligia Elena            |  |
| 1983-1984 | Virginia                  | Virginia                               |  |
| 1984      | El retrato de un canalla  | Andrea Moncayo                         |  |
| 1984      | Eternamente tuya          | Orquídea                               |  |
| 1985      | Las amazonas              | Eloisa Lizárraga                       |  |
| 1986      | Los Donatti               | Marisol                                |  |
| 1986      | Esa muchacha de ojos café | Caridad San José, Carita               |  |
| 1989-1990 | Fabiola                   | Fabiola Prado-Castelo                  |  |
| 1989-1990 | María María               | María Fernanda Alcántara/Julia Mendoza |  |
| 1991-1992 | La traidora               | Valeria Montoya                        |  |
| 1992-1993 | Piel                      | Camila Volcán                          |  |
| 1997      | María de los Ángeles      | Orquídea Córdoba Escalante de Arévalo  |  |
| 1998      | Niña mimada               | Natalia Jorda                          |  |
| 1999      | Mujer secreta             | Esperanza Salvat                       |  |
| 1999-2000 | Carita pintada            | Piera Bernal                           |  |
| 2000-2001 | Angélica Pecado           | Francisca del Ávila                    |  |
| 2001-2002 | A calzón quita'o          | Clara Inés Ramírez de Almeida          |  |
| 2002      | Las González              | Orquídea González                      |  |
| 2004      | Ángel rebelde             | Elena Covarrubias de Valderrama        |  |
| 2005      | El amor no tiene precio   | Rosalía Padillo                        |  |
| 2006-2007 | Ciudad Bendita            | María Gabriela, la Maga                |  |
| 2007-2008 | Arroz con leche           | Teresa Pacheco de Larrazábal           |  |
| 2009      | Amor urbano               | Ella Misma                             |  |
| 2009      | Los misterios del amor    | Déborah Salazar/Francisco Gutiérrez    |  |
| 2010-2011 | La mujer perfecta         | Minerva León                           |  |
| 2012-2013 | Corazón valiente          | Nora del Castillo, la Madrina          |  |
| 2013-2014 | Marido en alquiler        | María Íris Silva                       |  |
| 2017-2018 | Sangre de mi tierra       | Sara Casa Grande Arrieta               |  |

| Año  | Miniserie/unitarios      |
| ---- | ------------------------ |
| 1991 | Un grito en la oscuridad |
| 1982 | El retorno de Ana Rosa   |

| Año  | Comedia               |
| ---- | --------------------- |
| 1994 | Casado con mi hermano |

| Año  | Películas           |
| ---- | ------------------- |
| 2016 | Locos y peligrosos  |
| 2008 | El enemigo          |
| 1998 | 100 años de perdón  |
|      | Coctel de camarones |
|      | La máxima velocidad |
| 1983 | La gata borracha    |

## Teatro
| Año  | Obra                                      |
| ---- | ----------------------------------------- |
| 2018 | Felices los ¿cuántos?                     |
| 2016 | ¿Muerta yo?                               |
| 2016 | Todo es una m...da                        |
| 2015 | Relatos borrachos (Miami)                 |
| 2015 | Monologando                               |
| 2015 | Esperanza inútil                          |
| 2014 | Sin daños a terceros                      |
| 2014 | Cómplices                                 |
| 2013 | Confesiones de mujeres de 30              |
| 2012 | Palabra de honor                          |
| 2011 | Monólogos de la vagina (Miami)            |
| 2010 | A 2.50 la Cuba libre                      |
| 2010 | Divorciadas, evangélicas y vegetarianas   |
| 2008 | AMBAS 3                                   |
| 2008 | Visa para un sueño                        |
| 2007 | La bella durmiente y el príncipe valiente |
|      | Monólogos de la vagina (Venezuela)        |
|      | El mundo de Oz                            |
|      | Toc Toc                                   |

## Premios y reconocimientos
| Año  | Premios                                                   | Categoría                                   | Resultado |
| ---- | --------------------------------------------------------- | ------------------------------------------- | --------- |
| 2014 | Miami Life Awards                                         | Mejor primera actriz por Marido en alquiler | Ganadora  |
| 2014 | Premios Tu Mundo                                          | Primera actriz por Marido en alquiler       | Nominada  |
| 2014 | ACE (Asociación de Cronistas de Espectáculos de New York) | Mejor primera actriz extranjera             | Ganadora  |
| 2014 | Premio a la Excelencia                                    | Premio a la Excelencia                      | Ganadora  |
| 2014 | TV y Novelas                                              | Mejor actriz protagónica                    | Ganadora  |

- Datos: Q385868